# Rudolf Reichling
Rudolf Reichling, född 23 september 1924 i Zürich, död 23 november 2014 i Stäfa, var en schweizisk roddare.
Reichling blev olympisk silvermedaljör i fyra med styrman vid sommarspelen 1948 i London.